# Amphiblemma mildbraedii
Espèce
Amphiblemma mildbraedii  est une espèce de plantes à fleurs de la famille des Melastomataceae, présente en Afrique centrale.
Son épithète spécifique mildbraedii rend hommage au botaniste allemand Johannes Mildbraed.

## Description
C'est une grande herbe ligneuse pouvant atteindre 2 m.

## Distribution
L'espèce a été observée principalement au Cameroun, sur dix-sept sites dans quatre régions, également sur deux sites de l'île de Bioko (Guinée équatoriale) et sur un seul emplacement au sud-est du Nigeria.